# Missão tripulada a Marte

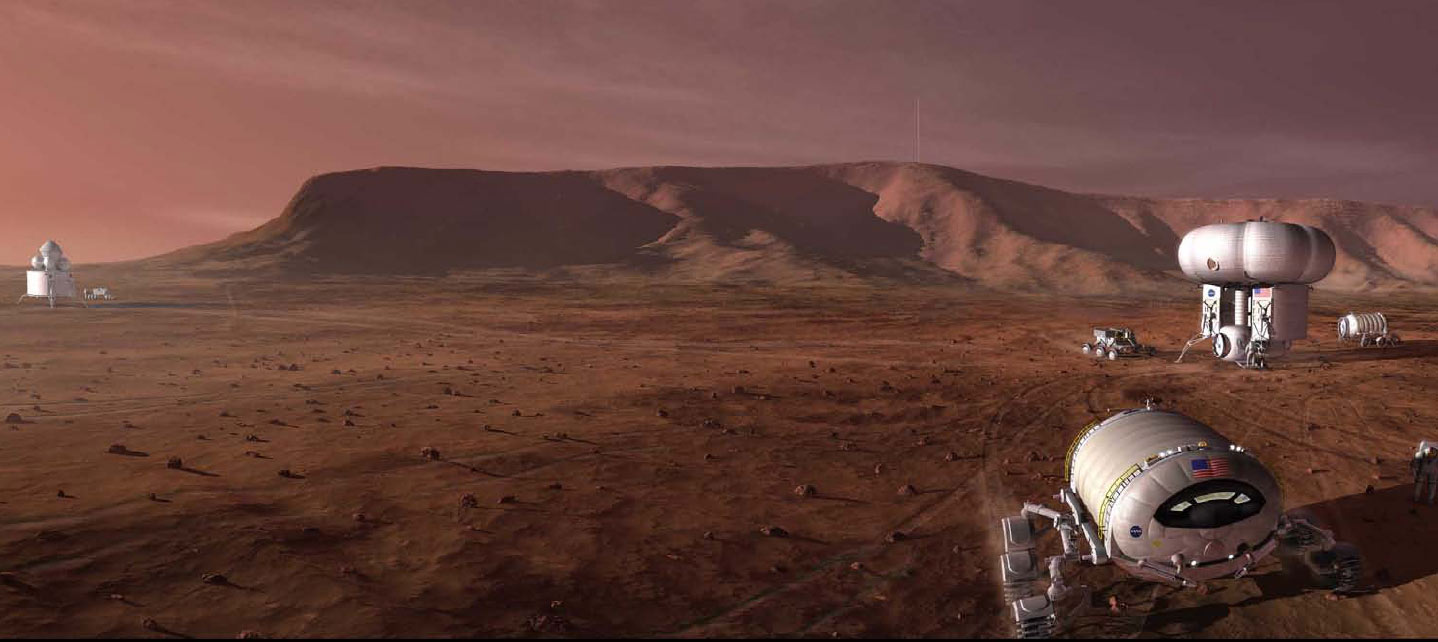
Concepção da NASA Design Reference Mission Architecture 5.0 (2009)

Uma missão tripulada para Marte tem sido assunto de ficção científica, engenharia e propostas científicas no decorrer do século XX continuando no século XXI. Os planos compreendem propostas não apenas de aterrissar, mas também de eventualmente se estabelecer no planeta Marte, seus satélites, Fobos e Deimos e terraformar o planeta.
Trabalhos preliminares para missões têm sido executados desde os anos 50, com missões planejadas tipicamente ocorrendo de 10 a 30 anos no futuro. A lista de planos de missões tripuladas a Marte no século XX mostra as várias propostas que tem sido apresentadas por várias organizações e agências espaciais nesse campo da exploração espacial.
Em 2004 a administração dos Estados Unidos anunciou a nova Vision for Space Exploration apresentando a missão tripulada a Marte como uma de suas maiores conquistas. Nenhum plano concreto foi decidido então, e a proposta vem sendo atualmente discutida por políticos, cientistas, e pelo público. Em 2010, uma nova proposta de lei foi assinada permitindo uma missão tripulada para Marte por volta de 2030.
Atualmente, entre as várias agências espaciais, a SpaceX está se destacando das demais. Dentre seus projetos, um em especial, é a fixação de uma base de pesquisa no Planeta Vermelho no ano de 2028, ou ao menos iniciar sua construção. Segundo a NASA, a hipótese de missões tripuladas a Marte em 2030 apresenta-se inviável e sem precedentes.

## Desafios

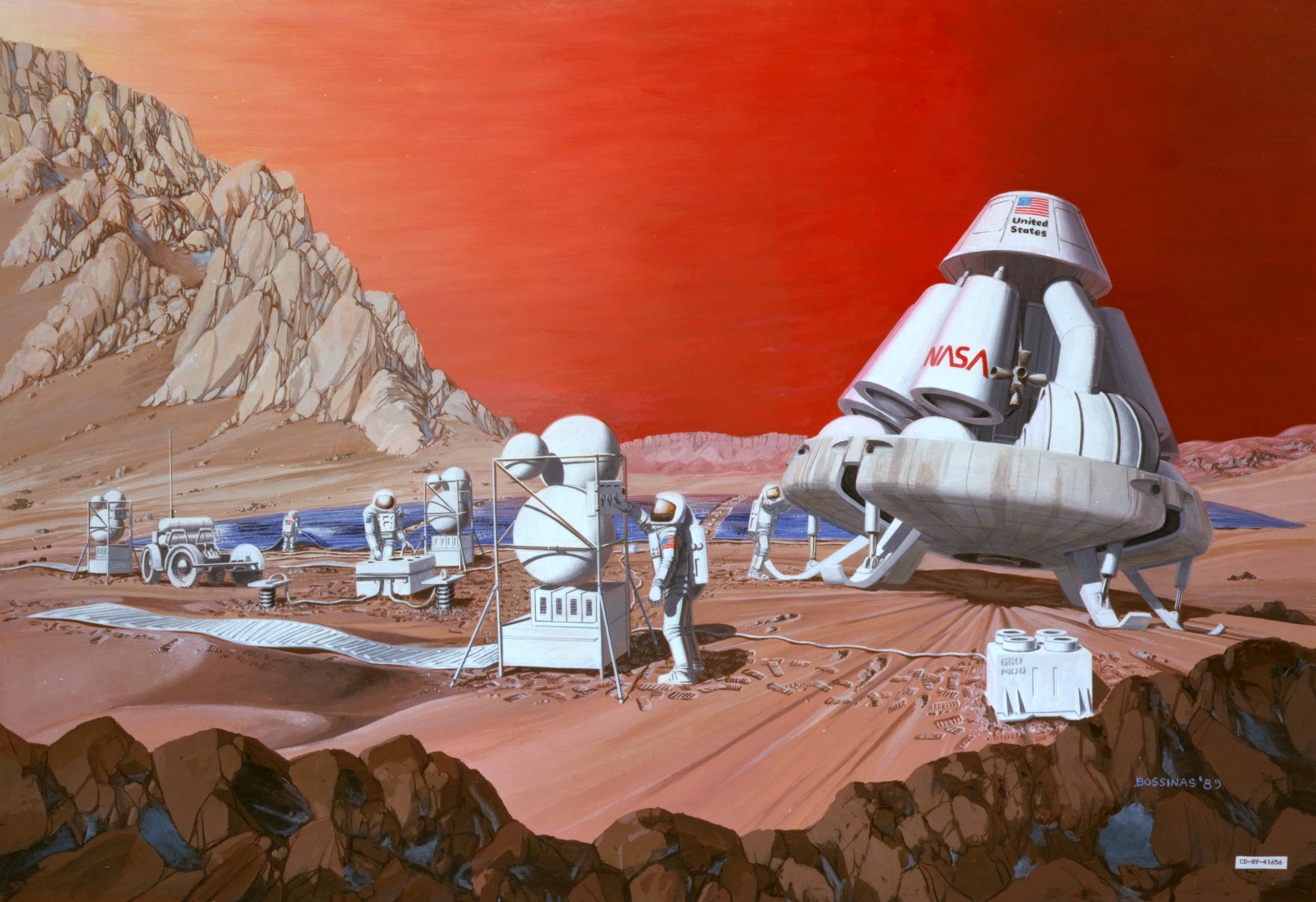
Concepção artística de uma missão tripulada na superfície de Marte,
pintura de 1989 de Les Bossinas do Lewis Research Center para a NASA

Há vários desafios decisivos que uma missão tripulada para Marte deverá superar:
1. efeitos físicos da exposição a raios cósmicos de alta energia e outros tipos de radiação ionizante[2][3]
2. efeitos físicos da permanência prolongada num ambiente de baixa gravidade
3. efeitos físicos da permanência prolongada num ambiente de baixa luminosidade
4. efeitos psicológicos do isolamento da Terra
5. efeitos psicológicos da falta de comunidade devido à falta de conexões em tempo real com a Terra
6. efeitos sociais de vários humanos vivendo em um ambiente tumultuado por mais de um ano terrestre
7. inacessibilidade às instalações médicas terrestres
8. efeitos físicos da alta velocidade de escape marciana 5 km/s dificultando o retorno

Alguns desses problemas foram estimados estatisticamente no estudo HUMEX.
Ehlmann e outros têm revisto preocupações econômicas e políticas, bem como aspectos de viabilidade tecnológica e biológica.
Apesar de o combustível ser um problema para uma viagem de ida e volta, metano e oxigênio poderiam ser produzidos se utilizando H2O marciano (preferivelmente gelo de água ao invés de água associada a outras substâncias químicas) e CO2 atmosférico com uma tecnologia evoluída.
Uma das principais considerações para uma viagem da Terra para Marte ou vice-versa é a energia necessária para a transferência entre as sua órbitas. A cada 26 meses terrestres uma transferência de baixa energia entre a Terra e Marte se abre, assim as missões são geralmente planejadas de forma a coincidirem com uma dessas janelas. Ainda, as janelas de baixa energia variam mais ou menos num ciclo aproximado de 15 anos. Por exemplo, houve um mínimo nas janelas de 1969 e 1971, chegando ao ponto máximo no final dos anos 70, atingindo outra baixa em 1986 e 1988, e então repetindo o mesmo intervalo.

## Propostas do século XX
No decorrer do último século, um número de conceitos de missões para tais expediçãoes tem sido propostos.  O volume histórico de David Portree Humans to Mars: Fifty Years of Mission Planning, 1950 - 2000 discute vários destas concepções.

### Proposta de Wernher von Braun (1947 à década de 1950)
Wernher von Braun foi a primeira pessoa a fazer um estudo técnico detalhado de uma missão para Marte.  Detalhes foram publicados em seu livro Das Marsprojekt (1952); em português O Projeto Marte (1962) e várias obras subsequentes, tendo aparecido também na Collier's magazine em uma série de artigos começando em março de 1952. Uma variante do conceito de missão de Von Braun foi popularizada em inglês por Willy Ley no livro The Conquest of Space (1949), contendo ilustrações de Chesley Bonestell. O projeto Marte de Von Braun's Mars concebeu quase mil de veículos em três estágios com o objetivo de manufaturar partes da missão a Marte a ser construída numa estação na órbita terrestre. A missão em si seria composta de uma frota transportando 70 pessoas cada, trazendo três naves de excursão pela superfície que iriam aterrissar horizontalmente na superfície de Marte (aterrissagem com veículos de asa era considerada possível porque naquela época acreditava-se que a atmosfera marciana era muito mais densa do que se descobriu mais tarde).
Na visão revisada de 1956 do Plano Marte, publicada no livro The Exploration of Mars de  Wernher Von Braun e Willy Ley, o tamanho da missão foi reduzido, passando a requerer apenas 400 lançamentos para montar duas naves, ainda carregando dois veículos com asas. Versões posteriores da proposta da missão, retratada na série "Man In Space" da Disney, mostra veículo de propulsão iônica  movidos a energia nuclear sendo utilizados nas viagens interestelares.

### Propostas dos Estados Unidos (anos 50 e 60)

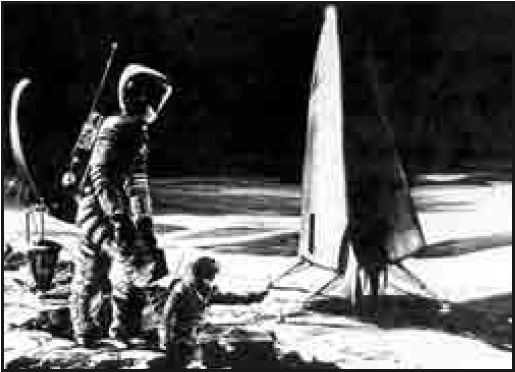
Concepção artística da Mars Excursion Module pousada em Marte, em um estudo da NASA de 1963

Em 1962 a Aeronutronic Ford, e a General Dynamics na Companhia  Lockheed para Mísseis e Espaço conduziram estudos para o design das missões para Marte como parte do projeto do Centro de Voo Estacial Marshall da NASA chamado "Project EMPIRE". Esses estudos indicaram que uma missão para Marte (possivelmente incluindo um voo por Vênus) poderia ser realizado com o lançamento de oito boosters Saturn V e montagem na órbita baixa da Terra, ou possivelmente com um lançamento único de um hipotético veículo pós-Saturno. Apesar de as missões EMPIRE se tratarem apenas de estudos, e nunca terem proposto ou financiado projetos, elas foram as análises detalhadas do que seria preciso para alcançar o objetivo de uma viagem tripulada para Marte se utilizado dados factuais dos voos espaciais da NASA, tendo estabelecido muito da base para futuros estudos, incluindo significativos estudos de missões das companhias TRW, North American, Philco, Lockheed, Douglas, e General Dynamics, juntamente a vários outros estudos da própria NASA.
Posterior ao sucesso do Programa Apollo advogou uma missão tripulada para Marte como foco do programa especial tripulado da NASA. a proposta de Von Braun utilizava boosters Saturn V para lançar estágios superiores (NERVA) movidos a energia nuclear que forneceriam energia para duas naves espaciais em uma missão dual no início da década de 80. A proposta foi considerada pelo então presidente Richard Nixon mas foi descartada em favor do ônibus espacial.

### Missões propostas pela União Soviética (1956 a 1970)
O Complexo Pilotado Marciano ou "'MPK'" foi uma proposta de Mikhail Tikhonravov da União Soviética para uma expedição tripulada para Marte, utilizando o (então proposto) foguete N-1, em estudos de 1956 a 1962.

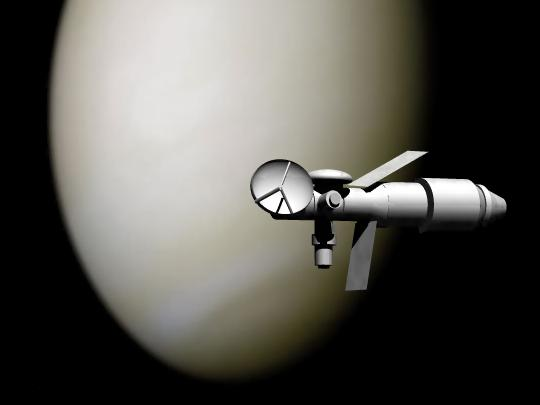
Descrição artística da TMK-MAVR

A Densa Espaçonave Interplanetária Pilotada (conhecida pelo acrônimo russo TMK) foi a designação de uma proposta para exploração espacial da União Soviética nos anos 60 para enviar voos tripulados para Marte e Vênus (o design TMK-MAVR) sem pousar. A espaçonave TMK estava programada para ser lançada em 1971 e fazer uma viagem de três anos de duração incluindo um voo por Marte no qual sondas seriam lançadas no planeta. O projeto TMK foi planejado como uma resposta da União Soviética ao bem sucedido pouso tripulado na Lua pelos Estados Unidos. O projeto nunca foi posto em prática porque o foguete N1 nunca voou  com sucesso.
O Complexo Expedicionário para Marte, ou "'MEK"' (1969) foi outra proposta soviética para uma expedição para Marte que levaria uma tripulação de três a seis para Marte e de volta em uma missão que duraria 630 dias.

### Case for Mars (1981–1996)
Posterior às missões Viking para Marte, entre 1981 e 1996 uma série de conferências chamadas The Case for Mars foram realizadas na Universidade do Colorado em Boulder. Essas conferências advogavam uma exploração por humanos em Marte, apresentavam conceitos e tecnologias, e promoveram uma série de oficinas para desenvolver um conceito básico para a missão. O conceito base se destacava pelo fato de propor a utilização de recursos in-situ para manufaturar foguetes propelentes para a viagem de retorno utilizando os recursos de Marte. Os estudos da missão foram publicados em uma série dos seguintes volumes publicados pela Sociedade Astronáutica Americana. Conferências posteriores nessa série apresentaram um número de conceitos alternativos, incluindo o conceito "Mars Direct" de Robert Zubrin e David Baker; a proposta "Footsteps to Mars" (Passos para Marte) de Geoffrey A. Landis, que advogava passos intermediários antes da aterrissagem em Marte, incluindo missões tripuladas a Fobos; e a proposta "Great Exploration" (Grande Exploração) do Laboratório Nacional de Lawrence Livermore, entre outras.

### Iniciativa para Exploração do Espaço da NASA (1989)
Em resposta a uma iniciativa presidencial, a NASA conduziu um estudo de um projeto para a exploração humana da Lua e de Marte como uma proposta fase seguinte para o projeto da Estação Espacial Internacional.  Esse estudo resultou em um relatório, chamado  90-day study, no qual a agência propôs um plano de longo termo consistindo na conclusão da Estação Espacial como um "passo crítico em todas as nossas incursões espaciais" retornando à Lua e estabelecendo uma base permanente, e então enviando astronautas para Marte. Esse relatório foi criticado como sendo muito elaborado e de custos muito elevados, e todo o orçamento para exploração humana foi cancelado pelo Congresso.

### Mars Direct (início dos anos 90)
Devido à distância entre Marte e a Terra, a missão a Marte seria muito mais arriscada e custosa que missões passadas para a Lua. Suprimentos e combustível teriam de ser armazenados para uma viagem de 2 a 3 anos de ida e volta e a espaçonave deveria ser projetada com no mínimo um escudo parcial para se proteger da intensa radiação solar. Um artigo de 1990 de Robert Zubrin e David A. Baker, então do Martin Marietta, propôs reduzir a massa (e consequentemente o custo) com uma missão projetada para manufaturar propelentes a partir da atmosfera marciana. Essa proposta se inspirou em muitos conceitos desenvolvidos na antiga série de conferências  "Case for Mars".  No decorrer da próxima década, essa proposta foi desenvolvida por Zubrin em um conceito de missão, Mars Direct, a qual ele desenvolveu no livro The Case for Mars (1996). A missão é advogada pela Sociedade de Marte como um plano prático e econômico para uma missão tripulada a Marte.

### Missão Design Reference da NASA (final dos anos 90)

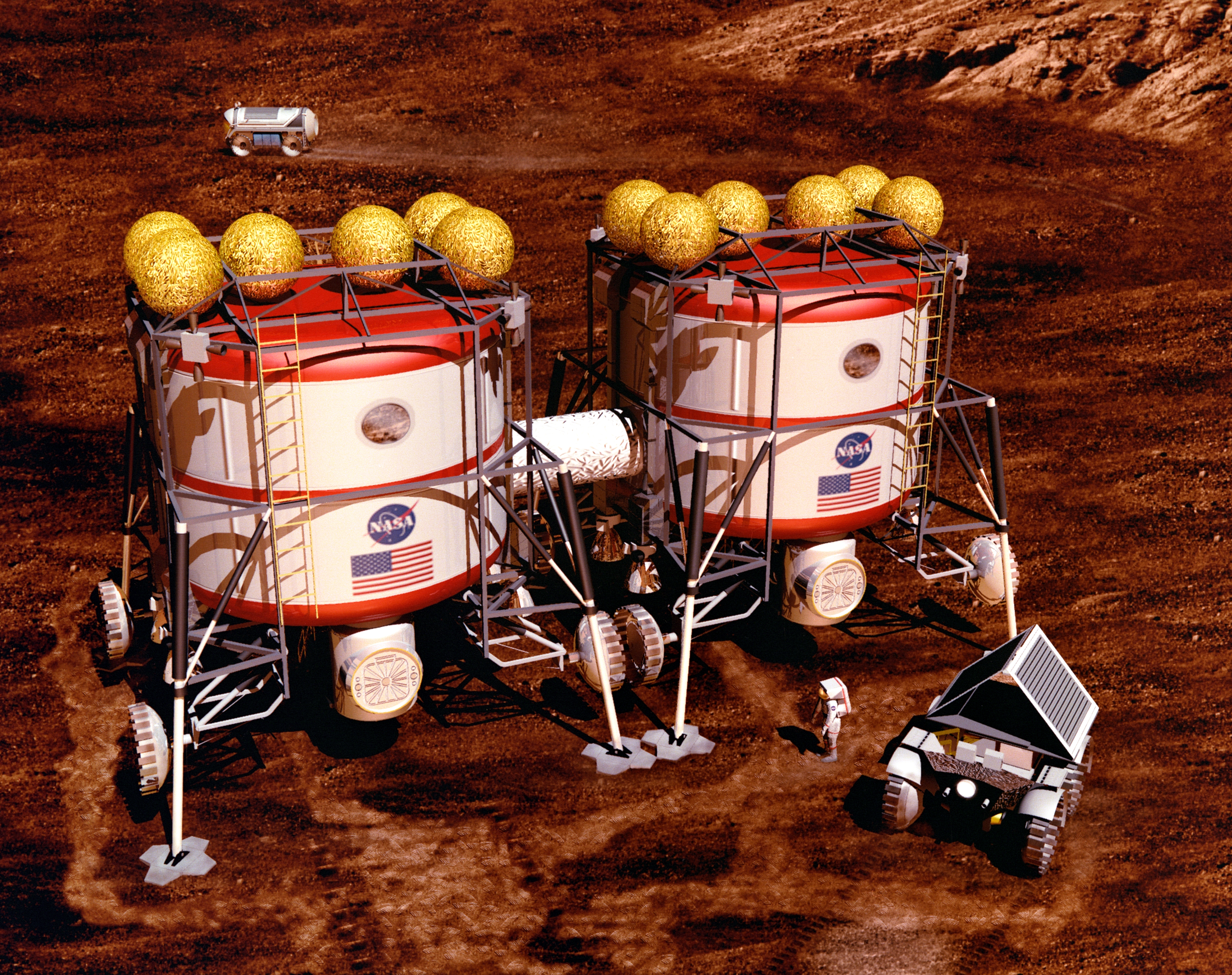
Missão Mars Design Reference 3.0

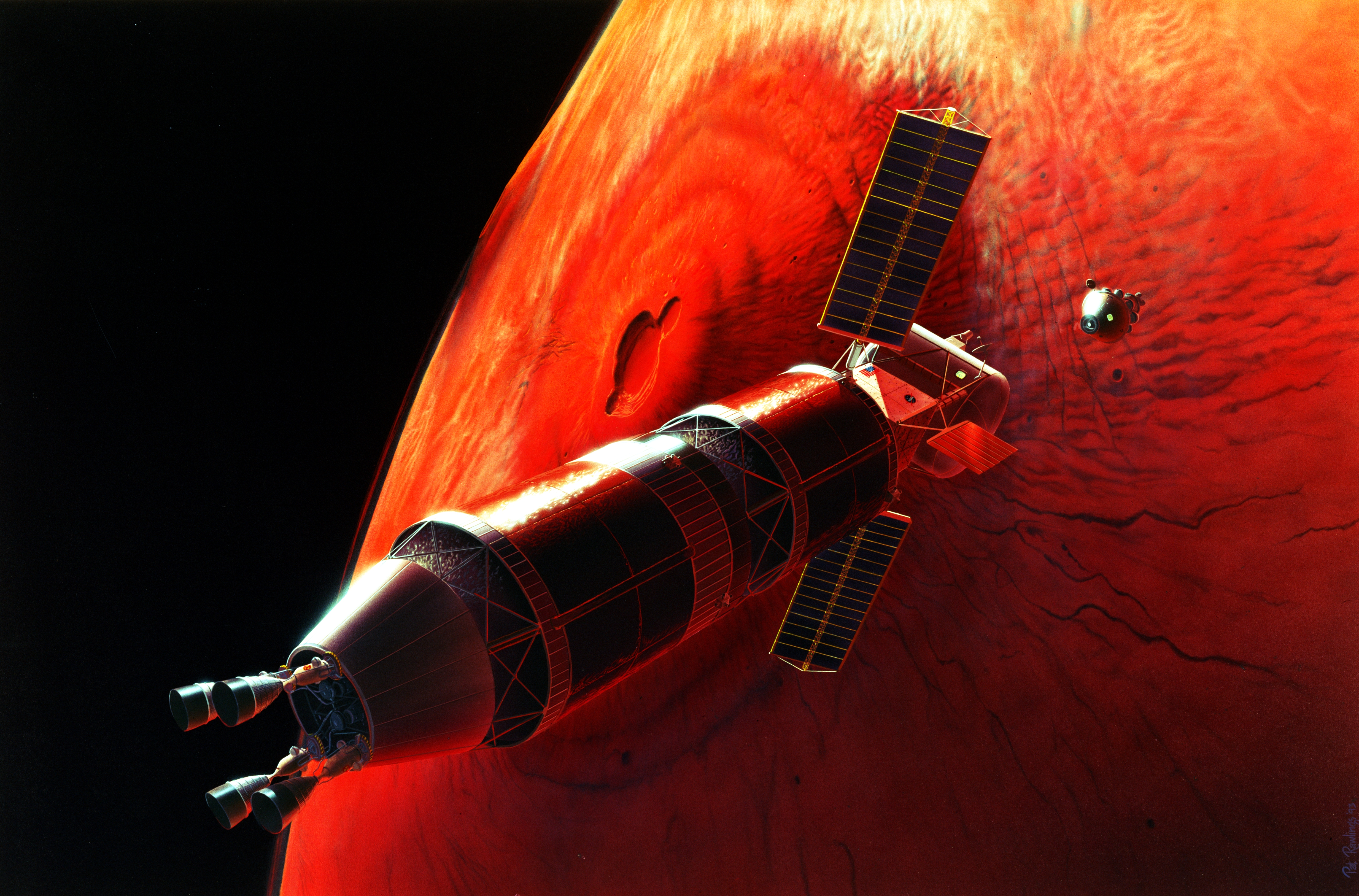
Concepção artística de um rendezvous na órbita de Marte entre uma espaçonave e um módulo marciano.
Pintura de Pat Rawlings (SAIC) para a NASA.

Na segunda metade dos anos 90 a  NASA desenvolveu várias arquiteturas conceituais a nível humano. Uma das mais notáveis e muitas vezes referidas foi a Missão Design Reference 3.0 (DRM 3.0). O estudo foi realizado pela Equipe de Exploração de Marte da NASA no Centro Espacial Johnson (JSC) nos anos 90. Pessoal representando vários centros de pesquisa da NASA formularam uma “Missão Referencia” abordando a exploração humana em Marte. O plano descreve as primeiras missões para Marte com o conceito de informações e tecnologias a serem usadas como primeiro corte em uma arquitetura. A arquitetura para a Missão Mars Reference se constrói sobre antigos trabalhos, especialmente nos conceitos do Synthesis Group (1991) e de Zubrin (1991) para o uso de propelentes derivados da atmosfera marciana. O propósito primário da Missão Reference foi estimular uma maior reflexão e desenvolvimento de abordagens alternativas, as quais poderiam reduzir riscos e custos. Melhorias também poderiam ser feitas em vários níveis como os níveis da arquitetura, da missão e dos sistemas.

## Propostas do século XXI

### Vision for Space Exploration (2004)
O então presidente dos Estados Unidos George W. Bush anunciou uma iniciativa para uma missão especial tripulada em 14 de janeiro de 2004, conhecida como Vision for Space Exploration. Ela incluía desenvolvimento preliminar de planos para um posto avançado na Lua por volta de 2012 e o estabelecimento da base em 2020. Missões precursoras que ajudariam a desenvolver a tecnologia necessária durante a década 2010-2020 foram descritos por Adringa e outros. Em 24 de setembro de 2007, Michael Griffin, então Administrador da NASA, sugeriu que a agência seria capaz de lançar uma missão tripulada para Marte por volta de 2037. Os fundos necessaries viriam do redirecionamento de $11 bilhões de missões científicas espaciais para a Vision for Human Exploration.
A NASA também discutiu planos para o lançamento de missões a Marte a partir da Lua para reduzir os custos.

### Programa Aurora (início dos anos 2000)
A Agência Espacial Europeia possui uma visão de longo termo para o envio de uma missão tripulada a Marte por volta de 2030. Iniciado em 2001, a linha do tempo do projeto começaria com a exploração robótica, uma simulação de prova de conceito de como manter os seres humanos em Marte, e eventualmente uma missão tripulada; no entanto, objeções de nações participantes da ESA e outros atrasos põem o cronograma em questão.

### Proposta russas para uma missão (atuais)
Um número de conceitos de missões e propostas tem sido postas apresentadas por cientistas russos. Datas declaradas para um lançamento variam entre 2016 e 2020. A sonda marciana transportaria uma equipe de quatro a cinco cosmonautas, que passariam um período de quase dois anos no espaço.
Em 2011, as agências espaciais russa e europeia terão completado com sucesso a base terrestre MARS-500. O experimento biomédico simulando um voo tripulado para Marte foi concluído pela Rússia em julho de 2009.

### Sociedade de Marte da Alemanha - European Mars Mission (EMM) (2005)
A Sociedade de Marte da Alemanha propôs uma missão tripulada para Marte utilizando vários lançamentos de uma versão aperfeiçoada do Ariane 5. Aproximadamente 5 lançamentos seriam necessário para enviar uma equipe de 5 pessoas em uma missão de 1200, com uma carga útil de 120,000kg.

### A opção uma-pessoa, uma-viagem (2006)
Em 2006, o antigo engenheiro da NASA James C. McLane III propôs um esquema para inicialmente colonizar Marte através de uma viagem só de ida tripulada por apenas uma pessoa. Artigos discutindo esse conceito apareceram no The Space Review, na revista  Harper’s e na revista SEARCH.

### Missão NASA Design Reference  5.0 (2007)
A NASA publicou detalhes iniciais da última versão da arquitetura para a exploração de Marte a nível conceitual humano nessa apresentação. O estudo desenvolveu ainda mais os conceitos já desenvolvidos na anterior NASA DRM e o atualizou para tecnologias e lançadores mais recentes.

### Missão design MarsDrive (2008)
A Organização MarsDrive tem trabalhado em uma série de novas missões humanas a começar pela Mars for Less. Seu atual programa de design sob o Diretor de  Engenharia Ron Cordes descartou muitos dos elementos da Mars for Less. Algumas de suas filosofias de design são focadas no uso de sistemas de lançamentos presentes e a curto prazo, estabelecimento permanente dos humanos, sistemas conceituais EDL e superfície aperfeiçoada ISRU. Seus métodos propostos para o financiamento da missão também são uma alternativa ao plano atual com a abordagem incluindo um consorcio privado sendo analisada.

### Planos da ESA
Outra proposta para uma missão conjunta da ESA com a Rússia se baseia em duas naves espaciais sendo enviadas para Marte, uma levando uma tripulação de seis pessoas e outra levaria os suplementos da expedição. A missão levaria aproximadamente 440 dias para completar sua viagem com os três astronautas visitando a superfície do planeta vermelho por um período de dois meses. O projeto inteiro consumiria um total de $20 bilhões e a Rússia contribuiria com 30% desses fundos.

### Programa chinês para a exploração de Marte
Pouco é conhecido sobre o programa chinês para a exploração de Marte. Enquanto a Lua é a primeira prioridade, há planos para uma exploração marciana que daria sequencia ao trabalho do Programa chinês de exploração lunar. A China tem estudado a necessidade e a viabilidade da exploração de Marte desde o início da década de 90 como parte do projeto nacional 1990s "863 Exploração Planetária", de acordo com Liu Zhenxing, um pesquisador do Centro CAS Center para Ciência Espacial e Pesquisa Aplicada (CSSAR).

### Mars to Stay
Mars to Stay é uma proposta de que os astronautas enviados para Marte pela primeira vez deveriam ficar por lá indefinidamente, tanto para reduzir os custos quanto para assegurar o estabelecimento permanente em Marte. Entre os vários defensores do Mars to Stay, o antigo astronauta da Apollo, Buzz Aldrin tem sido um promotor assíduo, sugerindo em vários fóruns "Esqueça a Lua, Vamos para Marte!" . Em 10 de outubro de 2010 o Diretor do Centro de Pesquisa Ames da NASA Pete Worden introduziu a iniciativa Hundred Year Starship, um projeto para uma viagem de ida apenas para Marte para 2030. Aos astronautas seriam enviados suprimentos da Terra regularmente.

### NASA Design Reference Mission Architecture 5.0 (2009)

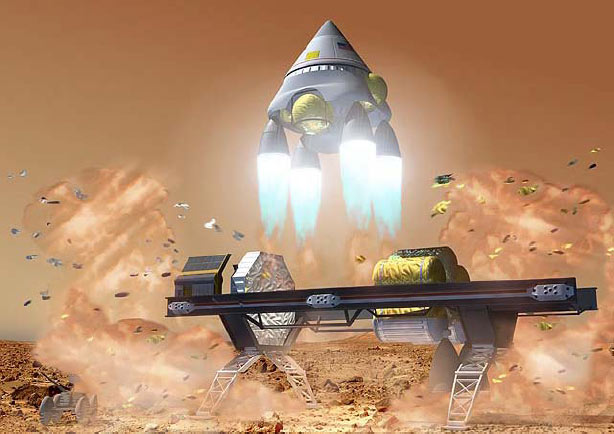
Módulo de ascensão do DRMA 5.0 Mars (2009)

A NASA publicou uma versão atualizada do NASA DRM 5.0 no início de 2009, que faz uso do lançador Ares V, Orion CEV, e planejamento da missão atualizado.  Nesse documento.

### Chegar a Marte na metade da década de 2030
Em um importante discurso no Centro Espacial Kennedy em 15 de abril de 2010, o presidente dos Estados Unidos Barack Obama projetou uma missão tripulada a Marte a metade da década de 2030, seguida de uma aterrissagem:
| “ | Na metade dos anos 2030, eu acredito que poderemos enviar humanos à órbita de Marte e retorná-los com segurança à Terra. E uma aterrissagem em Marte se prosseguirá. E eu espero ainda estar por aqui para ver isso acontecer. | ” |

Em 11 de outubro de 2016 Obama reafirmou que os Estados Unidos pretendem enviar humanos para Marte na década de 2030 e que trabalha em conjunto com iniciativa privada para alcançar este objetivo.
O congresso dos Estados Unidos apoiou uma missão tripulada para a Lua, seguida pela exploração de um asteroide em 2025 e Marte na década de 2030.

## Preparação
Um número de nações e organizações possuem intenções de longo termo de enviar humanos a Marte. O estado de o quanto cada um está preparado é sumarizado abaixo.
- Os Estados Unidos possuem um número de missões atualmente explorando Marte, com o retorno de amostras em um futuro próximo. Os Estados Unidos não tem um lançador capaz de enviar humanos a Marte, apesar de a nave especial Orion, atualmente em fase de desenvolvimento pela NASA, poderia lançar astronautas a partir da Terra para que estes se juntassem à expedição na órbita terrestre e então retornassem à superfície terrestre quando a expedição tiver retornado de Marte. A NASA tem utilizado a cratera Haughton na Ilha Devon como um local de treinamento devido à similaridade da cratera com a geologia marciana.[45] De acordo com a New Scientist, um foguete VASIMR baseado em plasma de argônio poderia reduzir o tempo de trânsito a menos de 40 dias.[46]
- A Agência Espacial Europeia tem enviado sondas robóticas, e possui planos de longo prazo para o envio de humanos mas ainda não construiu uma instalação capaz de lançar seres humanos ao espaço. Há uma proposta para converter o já existente Veículo de Transferência Automatizado (ATV) para lançamentos tripulados.
- A Rússia (e previamente a União Soviética) enviou um grande número de sondas. Ela é capaz de enviar humanos à órbita terrestre e possui extensiva experiência em voos orbitais de longo termo devido aos seus programas espaciais. A Rússia não possui um lançador capaz de enviar humanos a Marte, apesar do programa Kliper proposto como um equivalente da Rússia e da Europa à sonda espacial Orion. Uma simulação de uma missão a Marte, chamada Mars-500, foi concluída pela Rússia em julho de 2009.
- As missões robóticas do Japão falharam até o momento.
- A China planeja cooperar com a Rússia no envio de missões robóticas com retorno de amostras a Fobos. A China foi o terceiro país após os Estados Unidos e a Rússia a lançar humanos à órbita da Terra.

## Críticas
Alguns cientistas tem argumentado que a tentativa de voos tripulados para Marte seria contra produtiva para a ciência. Em 2004, o Comitê Especial Para o Financiamento da Astrofísica, um comitê da Sociedade Americana de Física, declarou que "mudar as prioridades da NASA para missões custosas e arriscadas para a Lua e Marte significará a negligência dos esforços da ciência espacial mais promissores".